# Флуктуационно-диссипационная теорема
Флуктуационно-диссипационная теорема — теорема статистической физики, связывающая флуктуации системы (их спектральную плотность) с её диссипативными свойствами. ФДТ выводится из предположения о том, что отклик системы на спонтанные флуктуации имеет ту же природу, что и отклик на малое внешнее воздействие.
Флуктуационно-диссипационная теорема даёт возможность рассчитать взаимосвязь между молекулярной динамикой системы в состоянии термодинамического равновесия и макроскопическим поведением системы, наблюдаемым при динамических измерениях. Таким образом, модели системы на молекулярном уровне могут быть использованы для количественного предсказания линейных макроскопических свойств материалов.
Отклонение поведения (даже неравновесных) систем от флуктуационно-диссипационной теоремы является поводом для публикаций в ведущих научных журналах.

## Формулировка
Если отклик {\displaystyle x(t)} на внешнее воздействие {\displaystyle f(t)} можно представить в виде
или
то, согласно уравнению 124.9 из тома «Статистическая механика» (Л. Д. Ландау и Е. М. Лифшиц), спектральная плотность флуктуаций термодинамической величины {\displaystyle S_{x}}
связана с мнимой частью обобщённой восприимчивости {\displaystyle \alpha ''(\omega )=\mathrm {Im} \,{\tilde {\alpha }}(\omega )} следующим образом:
а средний квадрат флуктуации термодинамической величины {\displaystyle \langle x^{2}\rangle }
Легко видеть, что в классическом случае ({\displaystyle k_{B}T\gg \hbar \omega }) формула переходит в
а в квантовом ({\displaystyle T\rightarrow 0})
Стоит так же обратить внимание, что так как спектральная плотность стационарного процесса должна быть чётной, часто вместо спектральной плотности {\displaystyle S_{x}} используют одностороннюю спектральную плотность {\displaystyle S_{x}^{+}=2S_{x}}, определённую только для положительной полуоси частот. Такую спектральную плотность интегрируют уже от {\displaystyle 0} до {\displaystyle \infty }.

## Примеры

### Броуновское движение
Эйнштейн в своей статье о броуновском движении (1905) заметил, что те же случайные силы, которые вызывают случайное блуждание при броуновском движении, также вызывают и вязкое трение, действующее на частицы при их движении в жидкости. Другими словами, флуктуации координат частиц относительно положения покоя имеют ту же природу, что и диссипативная сила трения, которую необходимо преодолевать, чтобы изменять систему в определённом направлении.
Из своих наблюдений он методами статистической физики вывел неожиданную связь между параметрами системы — соотношение Эйнштейна-Смолуховского:
связывающего D, коэффициент диффузии, и μ, подвижность частицы (μ выражается как отношение скорости частицы к приложенной силе, μ = vd / F), {\displaystyle k_{B}} — Постоянная Больцмана, и T — абсолютная температура.

### Формула Найквиста
В 1928 году Джон Б. Джонсон обнаружил, а Гарри Найквист объяснил явление теплового шума. В отсутствиe тока, протекающего через электрическое сопротивление, среднее квадратичное напряжение зависит от сопротивления {\displaystyle R}, {\displaystyle k_{B}T} и ширины частотного диапазона измерений {\displaystyle \Delta \nu } :

#### Вывод
В электрических проводниках наиболее устойчивыми флуктуациями оказываются приводящие к возникновению стоячих волн. Число стоячих электромагнитных волн с частотой от {\displaystyle \nu } до {\displaystyle \nu +d\nu } в проводнике длиной {\displaystyle L} с учётом поляризации равно {\displaystyle dn(\nu )=2\cdot {\frac {2Ld\nu }{c}}}. Будем считать, что на каждую стоячую волну приходится энергия {\displaystyle k_{B}T}, соответствующая энергии гармонического осциллятора. Тогда энергия стоячих волн с частотой от {\displaystyle \nu } до {\displaystyle \nu +d\nu } будет {\displaystyle dE(\nu )=4\cdot {\frac {L}{c}}d\nu k_{B}T}. Мощность на единицу длины цепи равна {\displaystyle dW={\frac {dE(\nu )}{\frac {L}{c}}}=4k_{B}Td\nu }. Вся энергия флуктуационных токов снова переходит в тепло на сопротивлении. Потеря мощности на единице длины проводника с сопротивлением {\displaystyle R} по закону Джоуля-Ленца равна {\displaystyle {\frac {dW(\nu )}{d\nu }}={\frac {\langle {V^{2}}\rangle (\nu )}{R}}}, где {\displaystyle \langle V^{2}\rangle } - средний квадрат флуктуационной ЭДС для волн с частотой {\displaystyle \nu }. Получаем формулу Найквиста {\displaystyle \langle V^{2}\rangle =4Rk_{B}T\Delta \nu }.